# Thomas Herschmiller
Thomas Herschmiller, kanadski veslač, * 6. april 1978, Comox, Britanska Kolumbija.
Herschmiller je za Kanado nastopal v četvercu brez krmarja. Zlato medaljo je osvojil na Svetovnem prvenstvu v veslanju 2003 v Milanu, srebrno pa na Poletnih olimpijskih igrah 2004 v Atenah.
Kmalu po Olimpijadi je bil v bližini Colorado Cityja v Teksasu (ZDA) vpleten v prometno nesrečo z motorjem, v kateri se je hudo poškodoval. 